# Software 2000

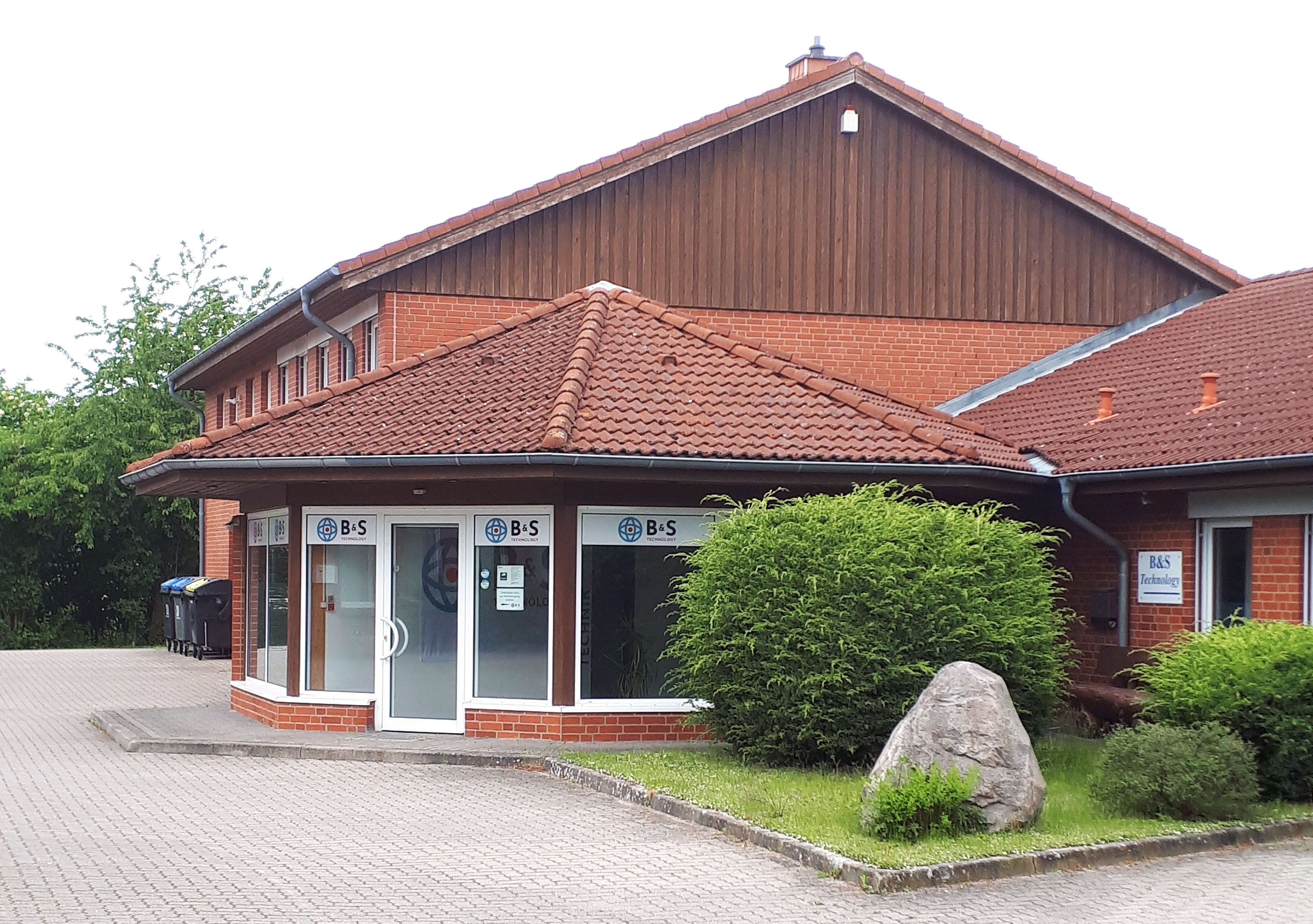
Ehemaliges Firmengebäude von Software 2000 im Industriegebiet von Eutin

Software 2000 war ein deutscher Entwickler und Verleger von Computerspielen. Bekannt war er vor allem für seinen Bundesliga Manager.

## Unternehmensgeschichte
Gegründet wurde die Firma 1987 in Plön (Schleswig-Holstein) von den Brüdern Andreas und Marc Wardenga. Später zog die Firma nach Eutin um. Es wurden Spiele für den Atari ST, den Amiga, den Commodore 64, die PlayStation, den Game Boy Color, MS-DOS und Microsoft Windows veröffentlicht. Zu den bekanntesten Spielereihen gehörten die Bundesliga-Manager-Reihe sowie die Pizza-Reihe (Pizza Connection und Pizza Syndicate).
Gerade mit der Bundesliga-Manager-Reihe gelangte die Firma besonders im deutschsprachigen Raum zu einigem Ruhm. Die Kombination der Genres Sport- und Wirtschaftssimulation erreichte eine große Zahl der damaligen Spieler. Die Bundesliga-Manager-Reihe zählt zu den typischen kalkulationslastigen Simulationen, für die die deutsche Spielebranche Anfang der 1990er-Jahre berühmt wurde.
Mit der Pizza-Reihe und dem Logikspiel Swing gelang es der Firma, gleichermaßen männliche wie weibliche Spieler anzusprechen. Das Unternehmen produzierte mit einem relativ kleinen Team parallel meist mehrere komplexere Produkte gleichzeitig. Die Produktpalette des Unternehmens blieb dabei stark auf den deutschen Markt bezogen.
Der Bundesliga Manager 97 führte aufgrund der zahlreichen Bugs in der Verkaufsversion zu einem schweren Imageschaden für das Unternehmen. Es kam zum Weggang wichtiger Mitarbeiter, unter anderem kündigte das Bundesliga-Manager-Team (darunter Andreas Niedermeier, ehemaliger Programmierer von Weltenschmiede) und produzierte mit dem Entwicklerstudio Heart-Line konkurrierende Fußballmanager wie Kurt: Der Fussballmanager. Software 2000 produzierte in seiner Endphase vermehrt anspruchslose Auftragsprojekte, zum Beispiel Spiele zur TV-Serie Gute Zeiten, schlechte Zeiten. Wegen sinkender Verkaufszahlen geriet Software 2000 in finanzielle Schwierigkeiten, weitere Spieledesigner kündigten und das Unternehmen konnte keine neuen Produkte mehr entwickeln. Anfang 2000 wechselte Firmengründer Marc Wardenga zum Konkurrenten cdv. Im Februar 2002 musste das stark verkleinerte Unternehmen Insolvenz anmelden.
Von 1989 bis 1991 veröffentlichte Software 2000 auch Spiele unter dem Label Magic Soft.

## Spiele
| Name                                         | Erscheinungsjahr | Plattform                     |
| -------------------------------------------- | ---------------- | ----------------------------- |
| Genius                                       | 1989             | Amiga/PC                      |
| Bundesliga Manager                           | 1989             | Amiga/Atari/PC/C64            |
| Holiday Maker                                | 1989             | Amiga                         |
| Die Stadt der Löwen                          | 1989             | Amiga                         |
| Wild West World                              | 1990             | Amiga/PC                      |
| Lettrix                                      | 1990             | Amiga/Atari/PC/C64            |
| Titano (Magic Soft)                          | 1990             | Amiga/PC                      |
| Das Stundenglas                              | 1990             | Amiga/PC                      |
| Cubulus                                      | 1991             | C64/Amiga                     |
| Build it – Das Bauhaus                       | 1991             | Amiga/C64                     |
| Bundesliga Manager Professional              | 1991             | Amiga/Atari/PC                |
| Kengi                                        | 1991             | Amiga/Atari/PC/C64            |
| Century                                      | 1991             | Amiga                         |
| Magic Serpent                                | 1991             | Amiga                         |
| O.B.Y. 1                                     | 1991             | Amiga/Atari/C64               |
| The Manager                                  | 1991             | Amiga                         |
| Shiftrix                                     | 1991             | Amiga                         |
| Die Kathedrale                               | 1991             | Amiga/PC                      |
| Hexuma – Das Auge des Kal                    | 1992             | Amiga/PC                      |
| Death or Glory                               | 1993             | Amiga/PC                      |
| Der Schatz im Silbersee                      | 1993             | PC/Amiga nur Demo             |
| Jonathan                                     | 1993             | Amiga/PC                      |
| Eishockey Manager                            | 1993             | Amiga/PC                      |
| Die Höhlenwelt Saga: Der leuchtende Kristall | 1994             | PC                            |
| Der Schatz im Silbersee                      | 1994             | PC                            |
| Der Baulöwe                                  | 1994             | PC                            |
| Christoph Kolumbus                           | 1994             | Amiga/PC                      |
| Bundesliga Manager Hattrick                  | 1994             | Amiga/PC                      |
| Pizza Connection                             | 1994             | Amiga/PC                      |
| Der Reeder                                   | 1995             | Amiga/PC                      |
| Space Marines: Der stählerne Kaiser          | 1995             | PC                            |
| Talisman                                     | 1995             | PC                            |
| Archibald Applebrook's Abenteuer             | 1995             | PC                            |
| Bundesliga Manager 97                        | 1996             | PC                            |
| F1 Manager 96                                | 1996             | PC                            |
| Swing                                        | 1997             | PC                            |
| F1 Manager Professional                      | 1997             | PC                            |
| Bundesliga Manager 98                        | 1998             | PC                            |
| Swing Plus                                   | 1998             | PC/PlayStation                |
| Flying Saucer                                | 1998             | PC                            |
| Gute Zeiten – Schlechte Zeiten               | 1998             | PC                            |
| Pizza Syndicate                              | 1999             | PC                            |
| GZSZ Fun Pack                                | 1999             | PC                            |
| Pizza Syndicate Mission CD                   | 1999             | PC                            |
| Swing                                        | 1999             | Game Boy Color                |
| Clash                                        | 1999             | PC                            |
| GZSZ Quiz                                    | 2000             | PC/PlayStation/Game Boy Color |
| Pizza Connection 2                           | 2000             | PC                            |
| Superball                                    | 2000             | PC                            |
| Lettrix                                      | 2000             | PC                            |
| Shiftrix                                     | 2000             | PC                            |
| Bundesliga Manager X                         | 2001             | PC                            |